# Myopiomyia harmani
Myopiomyia harmani är en tvåvingeart som beskrevs av Ronald Henry Lambert Disney 1987. Myopiomyia harmani ingår i släktet Myopiomyia och familjen puckelflugor. Inga underarter finns listade i Catalogue of Life.